# Chou cabus
« Chou blanc » redirige ici. Pour l’article homophone, voir Choublanc.
Pour les articles homonymes, voir Cabus.
Variété
Classification phylogénétique
Le chou cabus ou chou pommé (Brassica oleracea var. capitata ou Brassica oleracea Groupe Capitata) est une variété de chou caractérisée par une tête et un feuillage lisse.

## Description
C'est une plante bisannuelle formant une rosette de feuilles, de 30 à 60 cm de haut et de large.

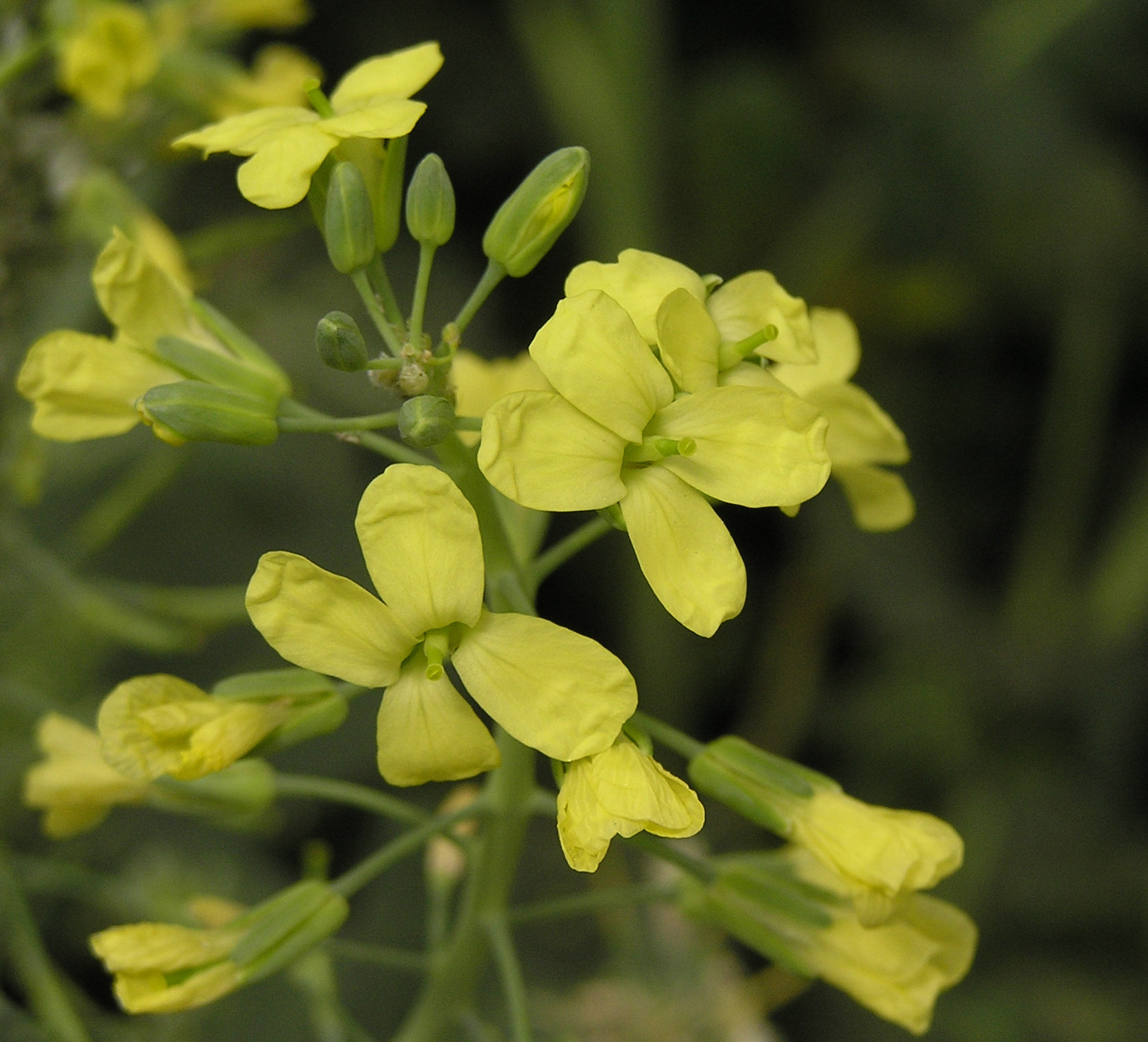
Fleurs de chou cabus ou chou pommé, exposition horticole Royal Flora Ratchaphruek, en Thaïlande.

### Les différents types
Les nombreuses variétés cultivées (cultivars) sont parfois classées en groupe de cultivars selon leurs formes :
- Brassica oleracea var. capitata f. acuta, le chou cabus pointu
- Brassica oleracea var. capitata f. alba, le chou cabus blanc
- Brassica oleracea var. capitata f. rubra[2], le chou cabus rouge

Brassica oleracea var. capitata « Quintal d'Alsace », « Précoce de Louviers », « Pointu de Châteaurenard », « Nantais hâtif », « Cœur de bœuf des Vertus »… sont quelques noms de cultivars de choux cabus inscrits au Catalogue officiel des espèces et variétés parmi les 75 variétés en 2023.

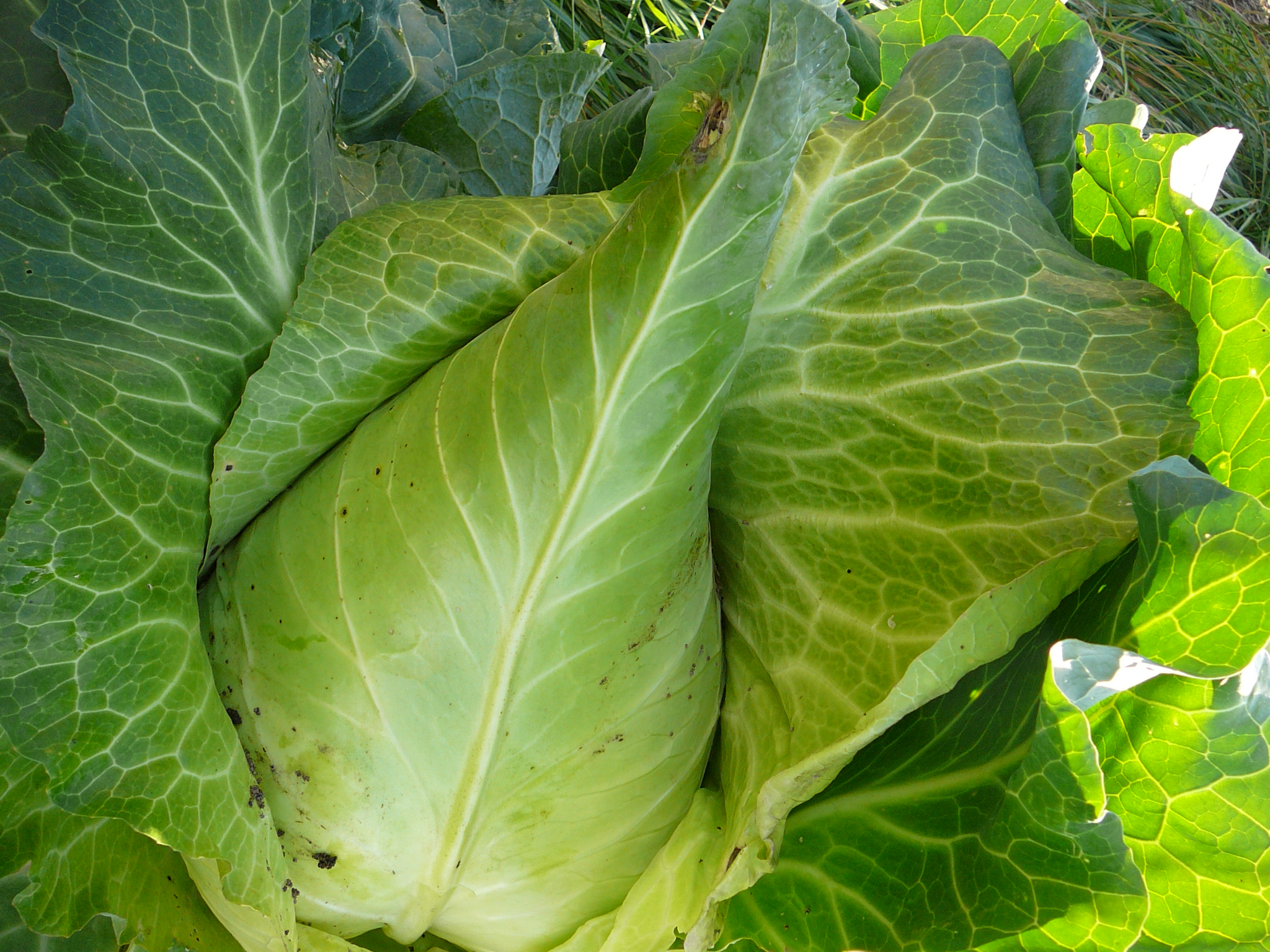
f. acuta, chou pointu.
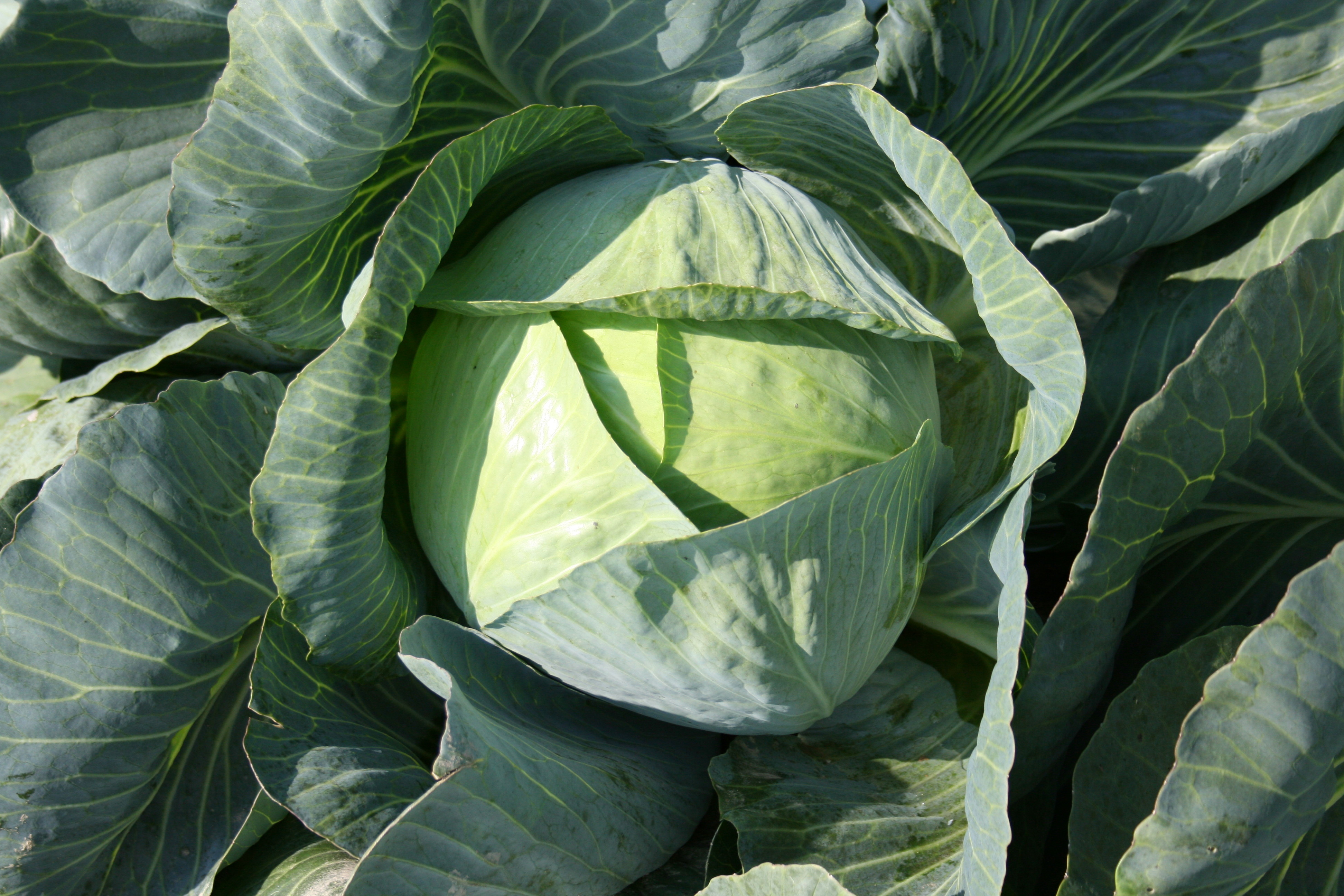
f. alba, chou blanc.
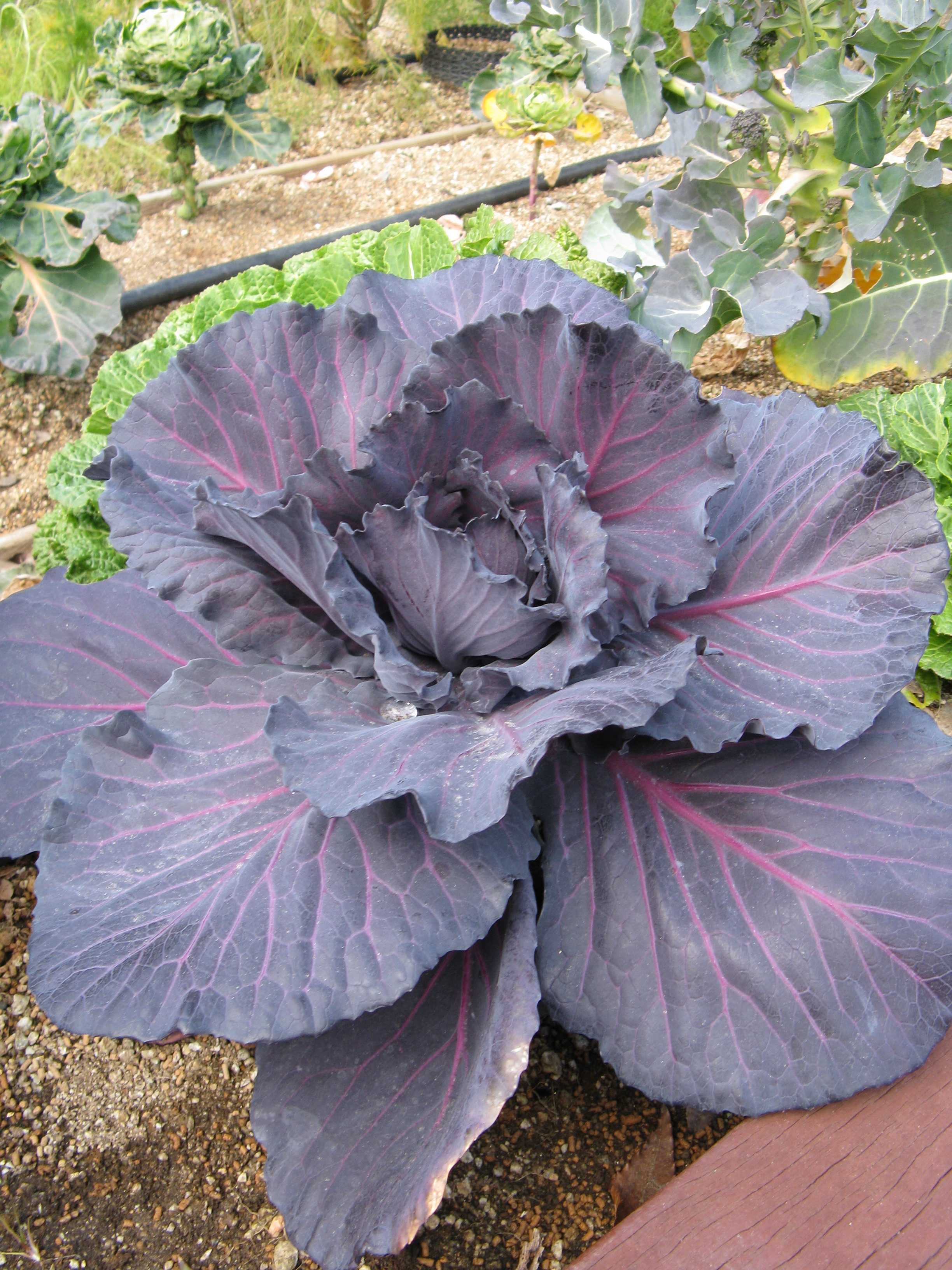
f. rubra, chou rouge.

## Culture

Champ de choux.

On plante les choux à 50 cm d'écart en tous sens dans une terre riche, arrosée régulièrement et paillée. En hiver, dans les régions froides, on les couvre d’un voile d’hivernage.
Il existe de nombreuses variétés en fonction de la saison et de leur résistance au froid ou au chaud :
- des choux cabus hâtifs (semis en janvier-février, récolte en juin-juillet ou semis en septembre et récolte en avril),
- des choux cabus de moyenne saison (semis de mars à juin, récolte de juillet à août),
- des choux cabus tardifs (semis de mai à juin, récolte de novembre à mars).

## Aspects culturels

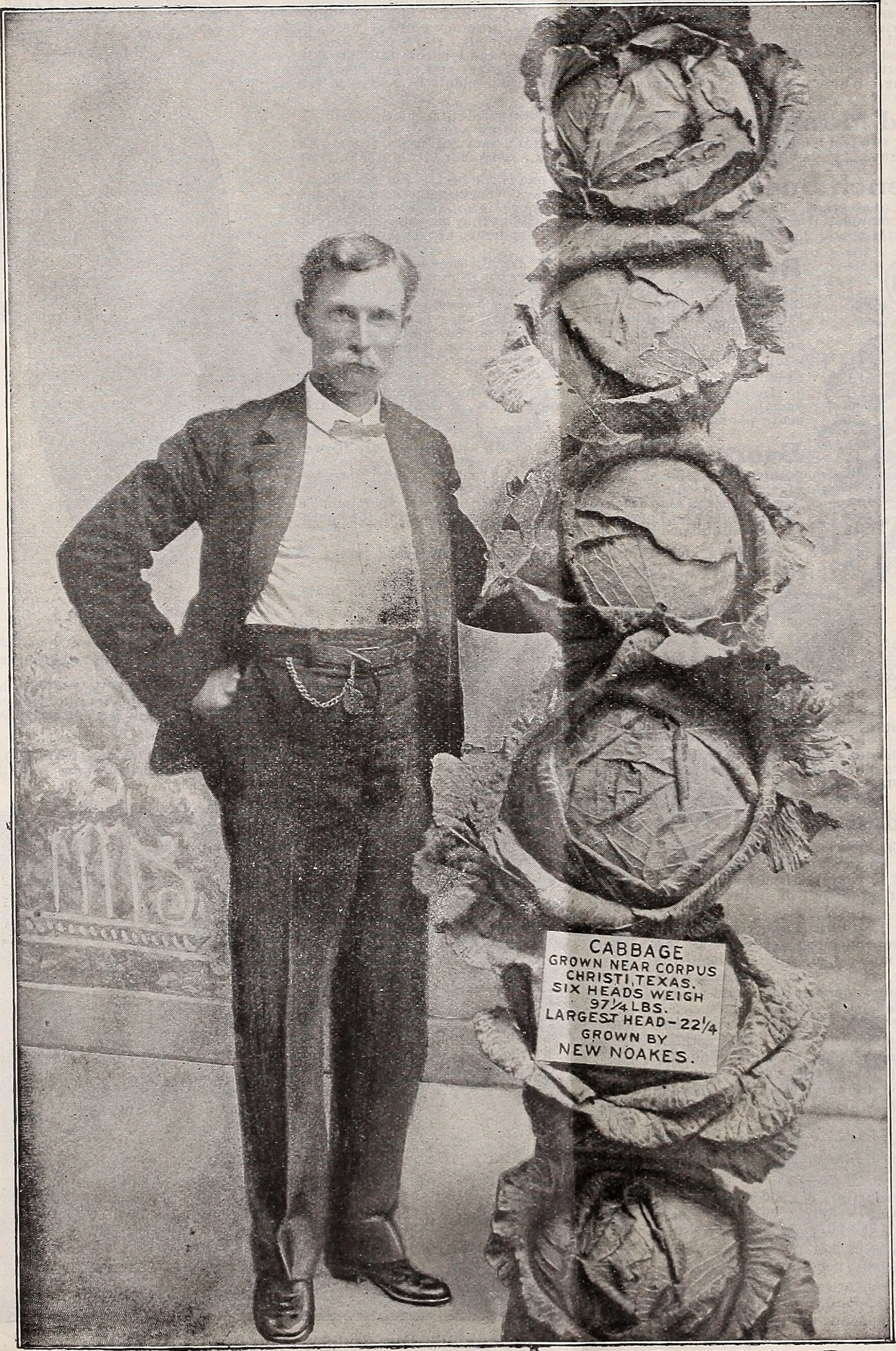
Têtes de choux géants dans un catalogue de graines de 1909.

Certains choux blancs, comme la variété Cœur de bœuf atteignent parfois des records de taille. En 2017, par exemple, un spécimen cultivé en Grande Bretagne a battu un record, pesant 62 kg.
L'artiste contemporain Bob Verschueren a composé un morceau de musique classique intitulé Chou (Brassica oleracea var. capitata) qui fait partie de l'album Catalogue de plantes, sorti en 2009 chez Fuga Libera.
Le roman de René Fallet : La Soupe aux choux, et le film de Jean Girault, adapté en 1980 avec Louis de Funès, Jean Carmet et Jacques Villeret, met en valeur la culture du choux et sa cuisine.
Dans Avatar : le dernier maître de l'air un vendeur ambulant de chous apparaît comme personnage récurrent, son étal fait plusieurs fois partie des dommages collatéraux de batailles impliquant l'Avatar Aang.